# 贝瑟尼 (俄勒冈州)
贝瑟尼（英語：Bethany）是美国俄勒冈州华盛顿县的一个非合并（unincorporate）社区、普查规定居民点。贝瑟尼位于比弗顿26号美国国道以北，是波特兰都会区的一部分。